# São Francisco do Brejão
São Francisco do Brejão est une municipalité brésilienne située dans l'État du Maranhão.